# Luocheng (köpinghuvudort i Kina, Jiangxi Sheng, lat 28,29, long 114,55)
Luocheng är en köpinghuvudort i Kina. Den ligger i provinsen Jiangxi, i den sydöstra delen av landet, omkring 140 kilometer väster om provinshuvudstaden Nanchang. Antalet invånare är 20 260. Befolkningen består av 9 783 kvinnor och 10 477 män. Barn under 15 år utgör 25,0 %, vuxna 15-64 år 65 %, och äldre över 65 år 8,0 %.
Runt Luocheng är det tätbefolkat, med 266 invånare per kvadratkilometer. Närmaste större samhälle är Tianxin, 17,5 km söder om Luocheng. I omgivningarna runt Luocheng växer i huvudsak blandskog.
Genomsnittlig årsnederbörd är 2 214 millimeter. Den regnigaste månaden är maj, med i genomsnitt 382 mm nederbörd, och den torraste är oktober, med 45 mm nederbörd.